# In the Nightside Eclipse
In the Nightside Eclipse — дебютный студийный альбом норвежской симфоник-блэк-метал-группы Emperor, выпущенный 21 февраля 1994 года на лейбле Candlelight Records. Альбом оказал значительное влияние на дальнейшее развитие блэк-метала и считается одним из самых важных в жанре. Посвящён памяти Евронимуса, гитариста группы Mayhem.

## Об альбоме
In the Nightside Eclipse был записан в июле 1993 года в концертном зале Grieghallen. Официальной датой выхода альбома принято считать 21 февраля 1994 года, но были различные задержки, которые отодвинули выход дебютного полноформатника Emperor почти на весь год. Пластинка увидела свет лишь в середине декабря 94-го — через 17 месяцев после записи. Продюсер альбома, Эйрик «Pytten» Хундвин, сказал, что сведение было сложным. По словам Исана, он пересводил «The Majesty of the Night Sky» 17 раз, пока не был удовлетворён. Pytten отмечает, что для молодой группы поездка в студию была трудоёмкой: Grieghallen находится более чем в 200 милях от родного города Emperor — Нутоддена, в норвежской губернии Телемарк. Последний день мастеринга был 9 августа 1994 года. Вскоре после записи альбома три из четырёх участников коллектива сели в тюрьму: Фауст — за убийство, Самот — за поджог церкви, а Tchort — за нападение.
За время, прошедшее между записью и выпуском In the Nightside Eclipse, гитарист Mayhem Евронимус был убит Варгом Викернесом из Burzum, который позже отправился за решётку, а норвежский блэк-метал превратился из региональной микросцены в процветающее движение с международной славой. Под всем этим давлением альбом стал «венцом достижений своей эпохи — головокружительный, преследующий, стремительный шедевр, раздвигающий границы композиции, мелодии и атмосферы».
Группа никогда не сомневалась в успехе своего дебюта: «Он станет памятником в истории блэк-метала», — пообещал Самот в марте 94-го финскому журналу Pure Fucking Hell. Это было напряжённое время для гитариста; помимо Emperor, Самот играл на релизах Arcturus, Satyricon и Gorgoroth, а также на басу для Burzum.
«У нас была сильная потребность в самовыражении, поэтому нам было легко направить её на создание фантастических образов и более масштабных звуков», — вспоминает Исан. «Нас также вдохновляли саундтреки к фантастическим фильмам. Мы начали с эпичности на первом EP Emperor, но стало очевидно, что мы хотим сделать что-то просто из ряда вон выходящее».
В лирическом плане композиции альбома несли символическое послание, которое было навеяно норвежскими пейзажами:

Мы живем среди них, и в них находим вдохновение. Это выражение нашей тоски по миру, в котором правили бы близкие нам ценности, — Исан.
Обложку для альбома нарисовал Кристиан «Necrolord» Волин. Альбом In the Nightside Eclipse посвящён памяти Евронимуса.

## Отзывы
| Оценки критиков | Оценки критиков |
| Источник        | Оценка          |
| --------------- | --------------- |
| AllMusic        | [ 4 ]           |
| BraveWords      | [ 5 ]           |
| metal.de        | [ 6 ]           |
| metal1.info     | [ 7 ]           |
| Rock Hard       | без оценки      |
| Sputnikmusic    | [ 9 ]           |

Альбом получил крайне положительные отзывы от слушателей и музыкальных критиков. Стив Хьюи из AllMusic оценил альбом в 5 баллов из 5 и написал: «In the Nightside Eclipse первым соединил блэк-метал с прогрессивными и симфоническими элементами, положив начало множеству будущих экспериментов в жанре, а также заложил идею использования народных традиций и мелодий в качестве вдохновения. Таким образом, этот альбом, безусловно, имеет самое масштабное наследие из всего, что было создано в Норвегии, и является одним из самых важных альбомов хэви-метала 90-х годов». Гитарист американской метал-группы Trivium Мэтт Хифи пишет: «In The Nightside Eclipse — это альбом, не подвластный времени, неизмеримый по масштабам и безграничный по вдохновению».
В статье для журнала Metal Hammer «10 лучших песен Emperor» британский писатель Дайал Паттерсон выбрал 3 песни из альбома In the Nightside Eclipse: «Toward the Pantheon» (4 место), «Inno a Satana» (2 место) и «I Am the Black Wizards» (1 место).
Журнал Revolver поставил In the Nightside Eclipse на 18 место в списке «20 величайших дебютных альбомов всех времён», отметив, что «гениальное сочетание оркестровых клавишных, средневековых хоров и более высокого качества записи со злой, lo-fi основой блэк-метала положило начало симфоническому ответвлению жанра», а также сказав, что альбом, «возможно, самый влиятельный в жанре». Журнал Kerrang! назвал альбом «важнейшим блэк-метал-альбомом», написав, что «ни одна группа до или после этого — даже сами Emperor — не смогла выразить и передать то, чем является блэк-метал, так творчески, уверенно и с такой индивидуальностью, как на In The Nightside Eclipse». Альбом занял 2 место в списке 20 лучших альбомов 1994 года и 105 в списке 200 лучших альбомов за всё время по версии сайта Metal Storm.

## Список композиций
| №  | Название                                  | Текст песни    | Музыка         | Длительность |
| -- | ----------------------------------------- | -------------- | -------------- | ------------ |
| 1. | «Intro»                                   |                |                | 0:51         |
| 2. | «Into the Infinity of Thoughts»           | Samoth         | Ihsahn, Samoth | 8:15         |
| 3. | «The Burning Shadows of Silence»          | Ihsahn, Samoth | Ihsahn, Samoth | 5:36         |
| 4. | «Cosmic Keys to My Creations & Times»     | Mortiis        | Ihsahn, Samoth | 6:06         |
| 5. | «Beyond the Great Vast Forest»            | Samoth         | Ihsahn, Samoth | 6:01         |
| 6. | «Towards the Pantheon»                    | Ihsahn, Samoth | Ihsahn, Samoth | 5:57         |
| 7. | «The Majesty of the Night Sky»            | Ihsahn         | Ihsahn         | 4:54         |
| 8. | «I Am the Black Wizards»                  | Mortiis        | Ihsahn, Samoth | 6:01         |
| 9. | «Inno a Satana» (с итал. — «Гимн Сатане») | Ihsahn         | Ihsahn, Samoth | 4:48         |

| №                   | Название                               | Длительность |
| ------------------- | -------------------------------------- | ------------ |
| 1.                  | «Intro/Into the Infinity of Thoughts»  | 9:06         |
| 2.                  | «The Burning Shadows of Silence»       | 5:35         |
| 3.                  | «Cosmic Keys to My Creations & Times»  | 6:06         |
| 4.                  | «Beyond the Great Vast Forest»         | 6:00         |
| 5.                  | «Towards the Pantheon»                 | 5:58         |
| 6.                  | «The Majesty of the Nightsky»          | 4:53         |
| 7.                  | «I Am the Black Wizards»               | 6:00         |
| 8.                  | «Inno a Satana»                        | 4:48         |
| 9.                  | «A Fine Day to Die» (кавер на Bathory) | 8:28         |
| 10.                 | «Gypsy» (кавер на Mercyful Fate)       | 2:57         |
| Общая длительность: | Общая длительность:                    | 59:51        |

## Участники записи
| - Исан — соло-гитара, вокал, клавишные - Самот — ритм-гитара - Tchort — бас-гитара - Faust — ударные | - Charmand Grimloch — клавишные («Gypsy») - Трюм Торсон — ударные («A Fine Day to Die», «Gypsy») - Alver — бас-гитара («A Fine Day to Die», «Gypsy») - Tim Turan — мастеринг |